# Поверхня другого порядку
Поверхнею другого порядку називається множина точок, прямокутні координати яких задовольняють рівняння виду 
{\displaystyle Ax^{2}+By^{2}+Cz^{2}+Dxy+Exz+Fyz+Gx+Hy+Iz+J=0},
де принаймні один з коефіцієнтів {\displaystyle A,B,C,D,E,F} відмінний від нуля.
Це рівняння називається загальним рівнянням поверхні другого порядку.
| Невироджені поверхні другого порядку                         | Невироджені поверхні другого порядку                                             | Невироджені поверхні другого порядку |
| ------------------------------------------------------------ | -------------------------------------------------------------------------------- | ------------------------------------ |
| Еліпсоїд                                                     | {\displaystyle {x^{2} \over a^{2}}+{y^{2} \over b^{2}}+{z^{2} \over c^{2}}=1\,}  |                                      |
| Сфероїд (окремий випадок еліпсоїда)                          | {\displaystyle {x^{2} \over a^{2}}+{y^{2} \over a^{2}}+{z^{2} \over b^{2}}=1\,}  |                                      |
| Сфера (окремий випадок сфероїда)                             | {\displaystyle {x^{2} \over a^{2}}+{y^{2} \over a^{2}}+{z^{2} \over a^{2}}=1\,}  |                                      |
| Еліптичний параболоїд                                        | {\displaystyle {x^{2} \over a^{2}}+{y^{2} \over b^{2}}-z=0\,}                    |                                      |
| Коловий параболоїд (окремий випадок еліптичного параболоїда) | {\displaystyle {x^{2} \over a^{2}}+{y^{2} \over a^{2}}-z=0\,}                    |                                      |
| Гіперболічний параболоїд                                     | {\displaystyle {x^{2} \over a^{2}}-{y^{2} \over b^{2}}-z=0\,}                    |                                      |
| Гіперболоїд однолистовий                                     | {\displaystyle {x^{2} \over a^{2}}+{y^{2} \over b^{2}}-{z^{2} \over c^{2}}=1\,}  |                                      |
| Гіперболоїд дволистовий                                      | {\displaystyle {x^{2} \over a^{2}}+{y^{2} \over b^{2}}-{z^{2} \over c^{2}}=-1\,} |                                      |
| Вироджені поверхні другого порядку                           |                                                                                  |                                      |
| Конус                                                        | {\displaystyle {x^{2} \over a^{2}}+{y^{2} \over b^{2}}-{z^{2} \over c^{2}}=0\,}  |                                      |
| Коловий конус (окремий випадок конуса)                       | {\displaystyle {x^{2} \over a^{2}}+{y^{2} \over a^{2}}-{z^{2} \over c^{2}}=0\,}  |                                      |
| Еліптичний циліндр                                           | {\displaystyle {x^{2} \over a^{2}}+{y^{2} \over b^{2}}=1\,}                      |                                      |
| Коловий циліндр (окремий випадок еліптичного)                | {\displaystyle {x^{2} \over a^{2}}+{y^{2} \over a^{2}}=1\,}                      |                                      |
| Гіперболічний циліндр                                        | {\displaystyle {x^{2} \over a^{2}}-{y^{2} \over b^{2}}=1\,}                      |                                      |
| Параболічний циліндр                                         | {\displaystyle x^{2}+2ay=0\,}                                                    |                                      |

## Дивись також
- Поверхня